# Resource Description and Access

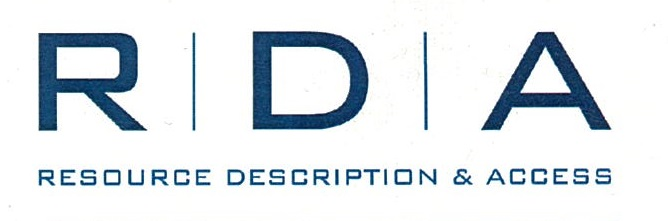
RDA Logo

Resource Description and Access (RDA) ist ein bibliothekarisches Regelwerk zur Katalogisierung von Veröffentlichungen. Zunächst für die Anwendung in Bibliotheken entwickelt, ist das Regelwerk jedoch auch für einen weiteren Anwenderkreis in Bereichen wie Museen und Archive geeignet. Der Text des Regelwerks wird laufend aktualisiert und die aktuelle Version ausschließlich online, im „RDA Toolkit“, publiziert. Verwaltet und veröffentlicht wird es von ALA Publishing sowie weiteren Institutionen.
Die Library of Congress, die British Library, Library and Archives Canada, die National Library of Australia, die Deutsche Nationalbibliothek, die Schweizerische Nationalbibliothek und die Verbundsysteme im deutschen Sprachraum haben RDA implementiert.

## Hintergrund
Die bibliothekarische Fachwelt wendet traditionell verschiedene Regelwerke und Standards zur Erschließung von Publikationen in den unterschiedlichen Sprach- und Kulturräumen an. Seit Jahrzehnten wurde versucht, eine Vereinheitlichung zu erreichen, um den internationalen Datentausch zu vereinfachen und die Datenproduktion und Datenhaltung effizienter zu gestalten.
Eines der weltweit am häufigsten verwendeten Regelwerke sind die Anglo-American Cataloguing Rules (AACR), 2nd edition. Im Jahr 2000 nahm die für die Weiterentwicklung dieses Regelwerks zuständige Organisation, das Joint Steering Committee for Revision of the Anglo-American Cataloguing Rules, die Arbeiten für eine Aktualisierung auf, die jedoch rasch in eine grundlegende Neukonzeption mündete. Dieser Ansatz schlug sich auch in dem neuen Namen Resource Description and Access (RDA) nieder. Die erste Ausgabe des Standards erschien im Juni 2010.

## Zuständigkeiten
Auftraggeber und zuständig für allgemeine und strategische Fragen im Zusammenhang mit der Weiterentwicklung der RDA ist das „Committee of Principals“ (CoP), bestehend aus den Direktoren der British Library, der Library of Congress, von Library and Archives Canada und der National Library of Australia (bzw. ihren Vertretern), sowie den Direktoren der entsprechenden Bibliotheksverbände American Library Association, Canadian Library Association und dem Chartered Institute of Library and Information Professionals (CILIP).
Die Gruppe der Verleger, bestehend aus der American Library Association (ALA), der Canadian Library Association (CLA) und dem Chartered Institute of Library and Information Professionals (CILIP), ist zuständig für alle Aktivitäten rund um die Publikation des Standards.
Zuständig für die fachlich-inhaltliche Entwicklung des Standards RDA ist das RDA Steering Committee (RSC; bis 2015: Joint Steering Committee for Development of RDA, JSC), das aus Repräsentanten der oben genannten Bibliotheken und Verbände und seit 2012 der Deutschen Nationalbibliothek besteht, die den deutschsprachigen Raum repräsentiert.
Die Weiterentwicklung der RDA erfolgt über ein festgelegtes Revisionsverfahren.

## RDA-Vokabulare
Ein erstes Set von RDA-Termen wurde im August 2011 in der Open Metadata Registry (OMR) veröffentlicht. Die Entwicklung und Veröffentlichung von stabilen RDA-Elementen und kontrollierten Vokabularen machen Daten, die gemäß RDA erstellt worden sind, für Linked-Open-Data-Anwender und entsprechende Applikationen verfügbar. Die RDA-Elemente und -Vokabulare sind eine grundlegende Komponente von RDA, die eine konsistente Beschreibung und Wiederauffindbarkeit von bibliografischen Ressourcen ermöglicht.

## RDA Toolkit
Das Regelwerk, seine Anhänge, Glossare und Elemente sowie weitere RDA-verwandte Dokumente werden erstmals in Form eines kostenpflichtigen Online-Tools („RDA Toolkit“) bereitgestellt, um ein modernes, differenziertes und aktuelles Arbeiten mit dem Standard zu ermöglichen. Die als Mindeststandard für die bibliografische Beschreibung definierten Datenelemente sind im Text des Online-Tools gekennzeichnet. Darüber hinaus sind die Anwendungsbestimmungen der Library of Congress und des Program for Cooperative Cataloguing, die sogenannten LC-PCC PS, direkt ansteuerbar. Seit 2014 sind auch die Anwendungsrichtlinien für den deutschsprachigen Raum (D-A-CH-AWR) im RDA Toolkit integriert.
RDA wird in verschiedenen Sprachen angeboten. Die deutsche, französische, italienische, spanische und finnische Übersetzung sind bereits im RDA Toolkit verfügbar.

### 3R-Projekt - RDA Toolkit Restructure and Redesign Project
Im 3R-Projekt wurde das RDA Toolkit, aber auch RDA im Allgemeinen überarbeitet. Das RDA Toolkit wurde in einer zeitgemäßeren Optik, mit besseren Funktionalitäten und verbesserter Datenhaltung neu aufgesetzt. Außerdem wurde RDA an das neue Library Reference Model (LRM) angepasst, an Linked Data ausgerichtet und ist damit auch für maschinelle Verarbeitung besser geeignet.

## EURIG
Für den fachlichen Austausch der europäischen Anwender gibt es seit September 2011 die „European RDA Interest Group“ (EURIG). Eine ihrer wesentlichen Aufgaben sieht die Gruppe in der Erarbeitung und Koordinierung von europäischen Stellungnahmen für die Weiterentwicklung der RDA.

## RDA im deutschsprachigen Raum
Im deutschsprachigen Raum haben sich die Deutsche Nationalbibliothek, die Schweizerische Nationalbibliothek und der Österreichische Bibliothekenverbund (OBVSG) und weitere im Standardisierungsausschuss vertretenen Institutionen für eine Einführung der RDA entschieden. Der Beschluss sieht eine Implementierung der RDA vor, die noch nicht alle Möglichkeiten des Standards voll ausschöpft und zunächst die Verwendung in Bibliotheken berücksichtigt, jedoch die Einbindung in die bestehenden Systeme in einem wirtschaftlich vertretbaren Rahmen ermöglicht. Die Normdaten der Gemeinsamen Normdatei (GND) werden seit Juli 2014 nach RDA erfasst. Die produktive Katalogisierung für die bibliografischen Daten begann im Jahr 2015. Der erste nach RDA erfasste Datensatz im österreichischen Verbundkatalog wurde am 17. August 2015 abgespeichert. Seitens der Deutschen Nationalbibliothek wurde ein erster Datensatz am 15. Oktober 2015 erstellt.
Das erste Application Profile für RDA für Sondermaterialien im deutschsprachigen Raum ist die Ressourcenerschließung mit Normdaten in Archiven und Bibliotheken.